# (10685) Kharkivuniver
(10685) Kharkivuniver (1980 VO) – planetoida z pasa głównego asteroid okrążająca Słońce w ciągu 4,08 lat w średniej odległości 2,55 j.a. Odkryta 9 listopada 1980 roku.